# Аццате
Аццате (італ. Azzate) — муніципалітет в Італії, у регіоні Ломбардія,  провінція Варезе.
Аццате розташоване на відстані близько 530 км на північний захід від Рима, 50 км на північний захід від Мілана, 5 км на південний захід від Варезе.
Населення — 4656 осіб (2014).
Покровитель — San Andrea.

## Демографія
Населення за роками:

Станом на 1 січня 2023 року в муніципалітеті офіційно проживало 335 іноземців з 44 країн, серед них 95 громадян країн Євросоюзу та 43 громадяни України.

## Сусідні муніципалітети
- Брунелло
- Бугуджате
- Крозіо-делла-Валле
- Даверіо
- Галліате-Ломбардо
- Суміраго
- Варезе